# Trofeo Laigueglia 1991
Il Trofeo Laigueglia 1991, ventottesima edizione della corsa, si svolse il 10 marzo 1991, su un percorso di 189 km. La vittoria fu appannaggio dello svizzero Pascal Richard, che completò il percorso in 4h42'00", precedendo l'italiano Giuseppe Petito e il francese Gérard Rué.

## Ordine d'arrivo (Top 10)
| Pos. | Corridore          | Squadra                   | Tempo    |
| ---- | ------------------ | ------------------------- | -------- |
| 1    | Pascal Richard     | Helvetia-La Suisse        | 4h42'00" |
| 2    | Giuseppe Petito    | GIS Gelati-Ballan         | a 25"    |
| 3    | Gérard Rué         | Helvetia-La Suisse        | s.t.     |
| 4    | Rodolfo Massi      | Ariostea                  | s.t.     |
| 5    | Marco Giovannetti  | Gatorade-Château d'Ax     | s.t.     |
| 6    | Daniel Steiger     | Jolly Componibili-Club 88 | s.t.     |
| 7    | Laurent Dufaux     | Helvetia-La Suisse        | a 1'00"  |
| 8    | Michele Coppolillo | Italbonifica-Navigare     | s.t.     |
| 9    | Raimondo Vairetti  | Selle Italia-Vetta        | a 1'05"  |
| 10   | Fabio Bordonali    | GIS Gelati-Ballan         | a 1'25"  |